# Platnírovskaya
Platnírovskaya (del ruso: Платнировская) es un jútor del raión de Korenovsk del krai de Krasnodar, en Rusia. Está situado a orillas del río Kirpili, 10 km al sur de Korenovsk y 48 al nordeste de Krasnodar, la capital del krai. Tenía 12 004 habitantes en 2010.
Es cabeza del municipio Platnírovskoye, al que pertenecen Levchenko y Kazachi.
En ocasiones la stanitsa es denominada Staroplatnírovskaya para diferenciarla de Novoplatnírovskaya.

## Historia
Fue fundada en 1794, cuando se establecieron las primeras stanitsas de los cosacos del Mar Negro, con una población de 141 personas. En 1842 el asentamiento Platnírovski recibió el estatus de stanitsa. En 1916 había 1686 dvor, en los que vivían  9 795 nativos y 2 200 forasteros. Entre 1868 y 1924 perteneció al otdel de Kavkázskaya del óblast de Kubán. Fue introducida en las listas negras de sabotaje en 1933. Se crearon varios koljoses (Krasni pogranichnik, Novi put, Krásnoye Polie, OSOAVIAJIM) que acabarían uniéndose en el koljós Kírov. En la década de 1990, el koljós quebró, por lo que se vendió la mayor parte de la tierra y de la maquinaria.

## Demografía
| 2002   | 2010   |
| ------ | ------ |
| 11 561 | 12 004 |

### Composición étnica
De los 11 561 habitantes que tenía en 2002, el 88.9 % era de etnia rusa, el 1.7 era de etnia ucraniana, el 1.7 % era de etnia armenia, el 0.2 % era de etnia bielorrusa, el 0.2 % era de etnia georgiana, el 0.1 % era de etnia azerí, el 0.1 % era de etnia adigué, el 0.1 % era de etnia tártara, el 0.1 % era de etnia griega, el 0.1 % era de etnia alemana y el 0.1 % era de etnia gitana

## Economía y transporte
Los principales sectores económicos de la localidad son la agricultura y la transformación de los productos agrícolas. Asimismo existe una fábrica de objetos de porcelana y cristal. Se explotan piscifactorías en el Kirpili.
Cerca de la localidad pasa la autopista M4 Moscú-Novorosisk. Tiene una estación en la línea Krasnodar-Tijoretsk.